# مرکز طبع و نشر قرآن جمهوری اسلامی ایران
مرکز طبع و نشر قرآن جمهوری اسلامی نهادی در جمهوری اسلامی ایران است که زیر نظر رهبری قرار دارد در ۲۰ اسفند ۱۳۷۳ و با صدور فرمان سید علی خامنه‌ای به ریاست سید علی مقدم معاونت ارتباطات مردمی بیت رهبری با هدف «تهیه مصحف جمهوری اسلامی ایران» تأسیس گردید.

## رسالت و مأموریت
تهیه مصحف جمهوری اسلامی ایران و ترویج رسم‌الخط مرکز که مبتنی بر مطالعات میدانی و کتابخانه‌ای گسترده است.

## ارکان
1. ریاست.
2. قائم مقام
3. مدیران واحدها

## هیئت امناء
1. رئیس دفتر بیت رهبری
2. رئیس سازمان تبلیغات اسلامی
3. رئیس سازمان اوقاف و امور خیریه
4. معاون ارتباطات بین‌الملل بیت رهبری
5. معاون روابط عمومی بیت رهبری
6. معاون ارتباطات مردمی بیت رهبری

## اهداف
- چاپ و نشر قرآنی مختص نظام جمهوری اسلامی که ضمن صحت کامل، دارای مختصات و ویژگی‌های ممتاز باشد.[۶]
- تدوین مبانی رسم صحیح و تدوین قرآن امام
- ارائه الگوی تهیه شده برای نگارش یا چاپ قرآن‌های آتی و جلوگیری از غلط‌های رایج در قرآن‌های موجود
- تداوم مطالعات و تحقیقات در زمینه خط، رسم‌الخط و علوم قرائت و کتابت قرآن
- جمع‌آوری آراء و اطلاعات در مورد استادان قرآنی (در زمینه فنون مختلف قرآن)
- طبع و نشر قرآن به‌طور مستقیم و غیرمستقیم در حدی که برای داخل در حد کفایت موجود باشد و نیز برای خارج در حد توان[۷]
- نظارت کامل بر کار چاپ قرآن در اشکال مختلف و برای مقاصد مختلف[۸][۹]

## واحدها
1. آماده‌سازی
2. آموزش و ترویج
3. اداری و مالی
4. ارتباطات
5. تحقیق و پژوهش
6. تصحیح و بازبینی
7. دارالکتابه
8. دفتر
9. فناوری اطلاعات و رسانه
10. هنری

## سیاست‌های چاپ و نشر
1. تمامی مصاحفی که کاتبان و ناشران، متقاضی چاپ و نشر آن‌ها هستند، در صورتی مجوز دریافت خواهند کرد، که علاوه بر صحت کلمات و اعراب، نگارش آن‌ها مطابق با رسم المصحف بوده و دیگر ویژگی‌های آن‌ها نیز، مطابق با آیین‌نامه تفصیلی «نظارت بر کتابت، چاپ و نشر قرآن کریم» باشد.[۱۰]
2. لازم است تمامی کاتبان و ناشران قرآن کریم در کتابت یا حروفچینی مصاحف جدید، رسم المصحف را رعایت کنند.
3. چاپ نفیس مصاحف تاریخی که نگارش آن‌ها در برخی موارد مطابق با رسم المصحف نیست صرفاً با هدف احیاء آثار فرهنگی و هنری گذشتگان، به شرط صحت کلمات و اعراب انجام شود.
4. چاپ مصاحفی که توسط کاتبان مشهور ایرانی و غیر ایرانی کتابت شده و در برخی موارد در نگارش آن‌ها رعایت رسم المصحف نشده به شرط نداشتن هرگونه غلط و همچنین داشتن سابقه حداقل یک نوبت چاپ، صرفاً توسط همان ناشر قبلی و در شمارگان محدود، انجام شود. اما بهتر است اصلاح تدریجی این گونه مصاحف، طبق رسم المصحف با استفاده از امکانات فنی موجود، به ایشان توصیه شود.
5. چاپ ترجمه قرآن کریم به تنهایی یا به صورتی که متن قرآن، تحت‌الشعاع ترجمه قرار گرفته باشد و همچنین درج عناوینی روی جلد، که تداعی غلبه ترجمه را بر متن قرآن کند، صورت نپذیرد.
6. تمامی دستگاه‌های دولتی و نهادهای وابسته به نظام که قصد چاپ و نشر قرآن کریم را خصوصاً در مقیاس وسیع دارند؛ موظفند در مصاحف موردنظر خود، رسم المصحف را رعایت کنند.[۱۱]

## افتخارات
هیأت پایش شورای توسعه فرهنگ قرآنی، مرکز طبع و نشر قرآن جمهوری اسلامی ایران را به عنوان دستگاه قرآنی برتر سال 93 در حوزه استانداردسازی و تدوین سیاست‌های چاپ و نشر قرآن کریم معرفی نمود.